# Khu vực áp suất thấp

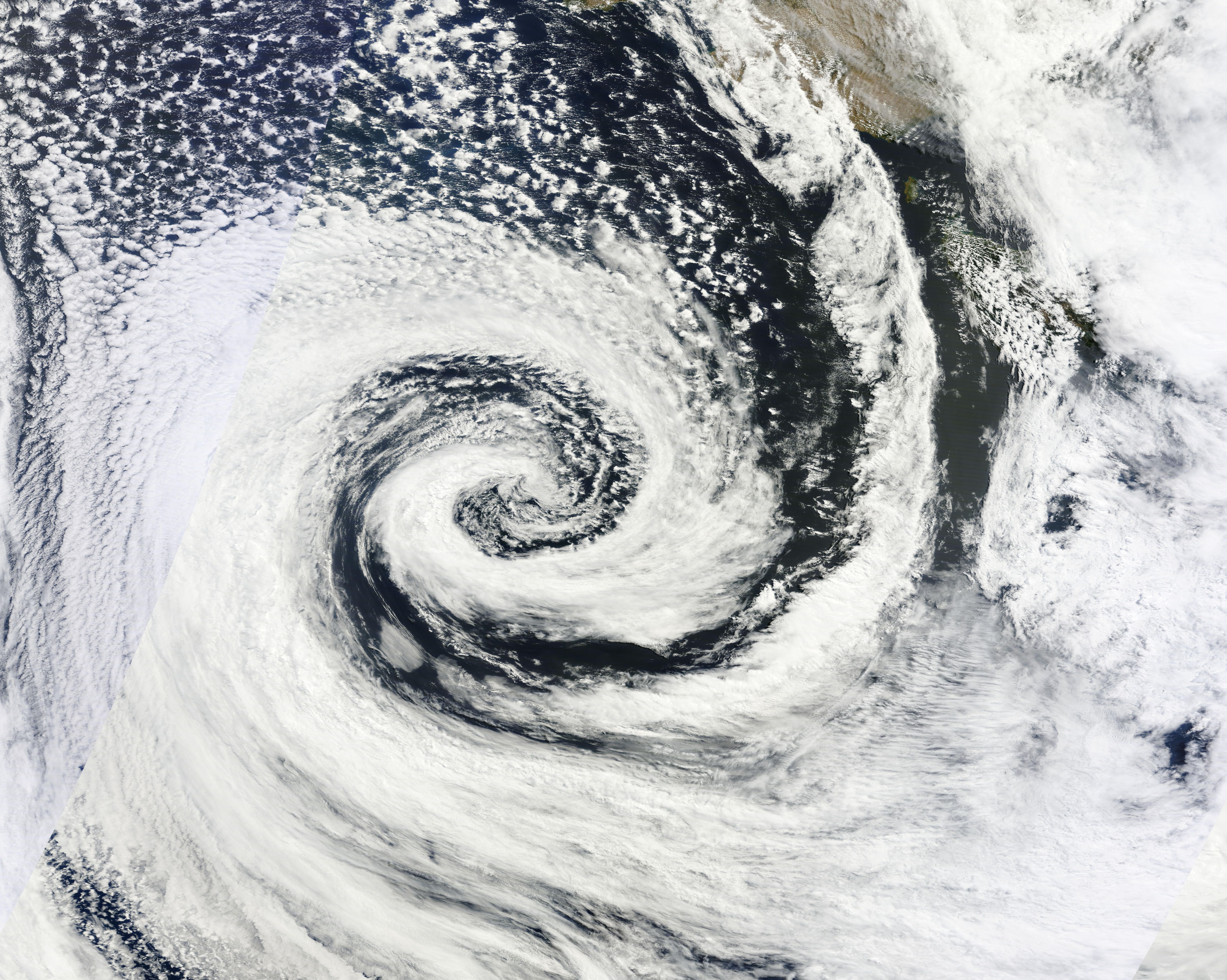
Một khu vực áp suất thấp quay tròn theo chiều kim đồng hồ hoặc cơn xoáy thuận ở phía Nam Úc. Trung tâm của hệ thống mây hình xoắn ốc cũng là trung tâm của một khu vực áp suất thấp, và thường là nơi áp lực thấp nhất.

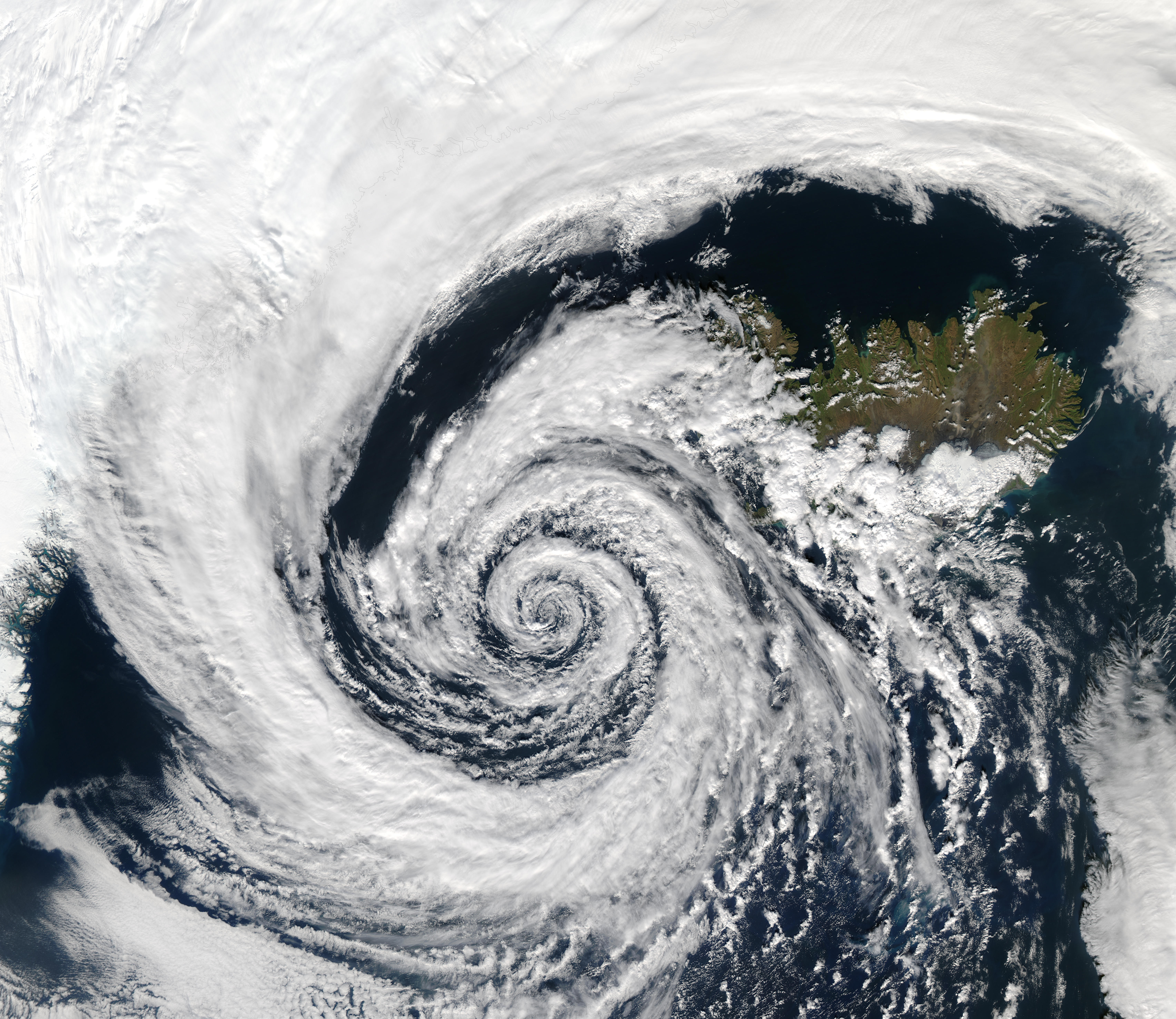
Hệ thống áp suất thấp trên Iceland quay ngược chiều kim đồng hồ do sự cân bằng giữa lực Coriolis và lực chênh lệch áp suất.

Khu vực áp suất thấp, (tiếng Anh: low-pressure area, low hay depression) là một khu vực trên bản đồ địa hình có áp suất khí quyển thấp hơn các vùng lân cận. Các hệ thống áp suất thấp hình thành dưới các vùng phân tán gió xảy ra ở tầng trên của tầng đối lưu. Quá trình hình thành của một khu vực áp suất thấp được gọi là sự hình thành xoáy thuận. Trong lĩnh vực khí tượng học, sự phân kỳ không khí trên không xảy ra ở hai khu vực. Khu vực đầu tiên nằm ở phía đông của các khe máng (trough), tạo thành một nửa làn sóng Rossby trong vùng Westerlies (một khe máng có bước sóng lớn trải dài qua tầng đối lưu). Một khu vực thứ hai của sự phân kỳ gió ở phía trên xảy ra trước các khe máng sóng ngắn được nhúng, có bước sóng nhỏ hơn. Các luồng gió phân tán trên cao phía trước những khe máng này làm cho khí quyển trong tầng đối lưu bên dưới giảm áp lực bề mặt do chuyển động đi lên một phần phản ứng lực hấp dẫn.
Khu vực áp suất thấp nhiệt hình thành do sự nóng lên cục bộ do ánh nắng mặt trời lớn chiếu lên các sa mạc và các vùng đất khác. Vì các vùng khí quyển không khí ấm ít dày đặc hơn môi trường xung quanh, không khí nóng này dâng lên, làm giảm áp suất khí quyển ở gần bề mặt của Trái đất. Khu vực áp suất thấp nhiệt quy mô lớn trên lục địa giúp lưu hành gió mùa. Các khu vực áp suất thấp cũng có thể hình thành nhờ hoạt động dông tố có hiệu quả trên nước ấm. Khi điều này xảy ra trên các vùng nhiệt đới phối hợp với Khu hội tụ liên nhiệt đới, nó được gọi là máng gió. Máng gió đạt đến miền phía Bắc vào tháng Tám và miền phía nam của chúng vào tháng Hai. Khi khu vực áp suất thấp đối lưu thu được sự lưu thông nóng ở vùng nhiệt đới, nó được gọi là xoáy thuận nhiệt đới. Xoáy thuận nhiệt đới có thể hình thành bất cứ tháng nào trong năm trên toàn cầu, nhưng có thể xảy ra ở cả bắc bán cầu hay nam bán cầu trong tháng 11.
Nâng cao khí quyển cũng sẽ làm cho mây che phủ thông qua việc làm mát adiabatic một khi không khí trở nên bão hòa khi nó dâng lên, mặc dù khu vực có áp suất thấp thường mang lại bầu trời có mây, làm giảm tối đa sự biến đổi nhiệt độ cực đại ngày đêm (Diurnal temperature variation). Vì những đám mây phản xạ ánh sáng mặt trời, bức xạ sóng ngắn sóng ngắn sẽ làm giảm nhiệt độ trong ngày. Vào ban đêm, hiệu ứng hấp thụ của các đám mây trên bức xạ sóng dài như năng lượng nhiệt từ bề mặt, cho phép nhiệt độ thấp ngày đêm ấm hơn ở tất cả các mùa. Khu vực áp suất thấp càng mạnh, thì các cơn gió cũng mạnh hơn trong vùng lân cận của nó. Trên toàn cầu, các hệ thống áp suất thấp xuất hiện thường nhất trên Cao nguyên Tây Tạng và trong khu vực khuất gió của dãy núi Rocky. Ở châu Âu (đặc biệt ở Anh Quốc), các hệ thống thời tiết áp suất thấp thường được gọi là "depression".

## Sự hình thành
Sự hình thành xoáy thuận (Cyclogenesis) là sự phát triển và tăng cường sự lưu hành xoáy thuận, hoặc các vùng áp suất thấp, trong khí quyển. Sự hình thành xoáy thuận là trái ngược lại cyclolysis (sự yếu đi hay chấm dứt lưu hành xoáy thuận) và nó có một xoáy nghịch tương ứng (hệ thống áp suất cao) liên quan đến sự hình thành các vùng áp suất cao. Cyclogenesis là một thuật ngữ ô cho một số quá trình khác nhau, tất cả đều dẫn đến sự hình thành của một số loại xoáy thuận. Các nhà khí tượng học sử dụng thuật ngữ "xoáy thuận", nơi các hệ thống áp lực tuần hoàn chảy theo hướng quay của Trái Đất, which normally coincides with areas of low pressure. thường trùng với các vùng áp suất thấp. Các hệ thống áp suất thấp lớn nhất là xoáy thuận cực lõi lạnh và các xoáy thuận ngoại nhiệt đới nằm trong quy mô lớn. Các xoáy thuận lõi ấm như xoáy thuận nhiệt đới, xoáy thuận cỡ trung, và vùng cực áp suất thấp nằm trong quy mô trung tâm nhỏ hơn. Các xoáy thuận cận nhiệt đới có kích thước trung bình. Cyclogenesis có thể xảy ra ở các quy mô khác nhau, từ quy mô vi mô đến quy mô synoptic. Các trough quy mô lớn hơn, còn được gọi là sóng Rossby, thuộc quy mô lớn. Các trough sóng ngắn được nhúng trong dòng chảy xung quanh các đới quy mô lớn hơn có quy mô nhỏ hơn hoặc có quy mô trung . Cả hai sóng Rossby và sóng ngắn được nhúng trong dòng chảy xung quanh sóng Rossby di chuyển theo hướng đường xích đạo của các cơn xoáy thuận ở cả bán cầu Bắc và Nam . Tất cả đều chia sẻ một khía cạnh quan trọng, đó là chuyển động chiều dọc đi lên trong tầng đối lưu. Những chuyển động đi lên như vậy làm giảm khối lượng các cột không khí trong khí quyển địa phương làm giảm áp suất bề mặt.   